# А тепер зачекайте до минулого року
«А тепер зачекайте до минулого року» (англ. Now Wait for Last Year) — роман Філіпа К. Діка, опублікований 1966 року у видавництві «Даблдей». Український переклад роману виконаний видавництвом «Комубук» 2023 року.
У романі ідеться про лікаря Еріка Світсента, що стає особистим хірургом лідера землян під час війни з інопланетянами. На цій роботі Ерік дізнається про наркотик, який поступово вбиває людину, проте дозволяє подорожувати в часі.

## Зміст
У футуристичній Америці 2055 року доктор Ерік Світсент, талановитий, але сором'язливий лікар, займається трансплантологією. Він — особистий хірург Вірджила Акермана, президента Тіхуанської корпорації хутра та барвників (ТХБ) , яка змушена переорієнтуватися на воєнну індустрію через війну союзу людей і лілістарців проти ріґів. При цьому лілістарці — це предки людей, які раніше населяли Землю та Марс.
Для Світсента робота в ТХБ стає нагодою позбутися токсичних стосунків з дружиною Кеті. Акерман запрошує Світсента до симуляції свого дитинства (Ваш-35) і відпустки на Марсі. Потім їх відвідує Джино Молінарі, обраний лідер Землі, що за чутками має загадкову здатність повертатися з мертвих. Він просить про послуги Світсента і Акерман погоджується передати хірурга йому.
Тим часом дружина Світсента, Кеті, пробує наркотик Джей-джей 180, який спричиняє сильну залежність і неминучу смерть впродовж пів року. Її відвідують лілістарійці та пояснюють, що наркотик планувався людьми як хімічна зброя проти ріґів. Але лілістарці бажають підкорити землян за його допомогою, щоб виграти війну. Прибульці змушують жінку шпигувати за Світсентом в обмін на дозу Джей-джей 180. Під час прийому наступної дози вона тимчасово опиняється в 1930-х роках.
Ерік Світсент дізнається, що в Джино Молінарі є особлива здатність — він переймає фізіологічний стан будь-якої людини поблизу. Тому його здоров'я в постійній небезпеці, хоча Молінарі вже багато разів «воскресав». Молінарі побоюється, що люди дарма стали на бік лілістарців у війні, але нагоди перейти на бік ріґів немає. Погіршення здоров'я Молінарі тільки зіпсує ставлення лілістарців до людей.
Кеті підсипає Джей-джей 180 чоловіку, щоб у нього теж виникла залежність і був стимул шукати ліки. Під впливом Джей-джей 180 Світсент опиняється в альтернативному світі, де Земля в недалекому майбутньому стала на бік ріґів і лілістарців вдалося перемогти. Повернувшись у свій рідний світ, Світсент розповідає про пережите Молінарі. Той зізнається, що теж приймав Джей-джей 180, але ефект різний для кожної людини. Для Молінарі його здатність полягає в тому, що він може забирати з альтернативних реальностей своїх двійників. У цьому світі вже побувало декілька Молінарі, і деякі вже померли. Цим і пояснюється враження, що Молінарі помирав і воскресав.
Світсент приймає більшу дозу Джей-джей 180, яка закидає його далі в майбутнє. Він отримує ліки від залежності Джей-джей 180 та дізнається про ймовірний перебіг війни. Світсент приймає частину ліків і переноситься до реальності, в якій лілістарці окупували Землю. Його рятує двійник із майбутнього, та повідомляє, що Акерман і решта команди ТХБ зайняли позицію проти окупантів.
Світсент повертається у свій рідний світ, де психічний стан його дружини погіршується з кожним днем. Він вирішує зареєструвати її в клініці і починає глибоко розмірковувати про природу їхніх стосунків. Він впадає в депресію та хоче вчинити самогубство. Останньої миті відмовившись від задуму, Світсент спостерігає, як лілістарці починають вторгнення на Землю.
Вирішивши, що йому судилося приєднатися до опору Акермана проти лілістарців, замість шукати легкий шлях до перемоги, Світсент сідає в автоматизоване таксі, та запитує в нього, що зробив би комп'ютер на його місці. Таксі робить гіпотетичний висновок, що правильно залишитися з дружиною, навіть якщо вона більше ніколи не отямиться. Світсент погоджується та вирішує залишитися зі своєю дружиною, а таксі хвалить його за те, що він «хороша людина».

## Оригінальне видання
- Philip K. Dick, Now Wait for Last Year, Doubleday, 1966. 214 p.

## Переклад українською
- Філіп К. Дік. А тепер зачекайте до минулого року. Пер. Павла Шведа. Київ: Комубук, 2023. 336 с. ISBN 978-617-7438-44-0